# Joseph M. Harper
Joseph Merrill Harper (21 de junho de 1787 - 15 de janeiro de 1865) foi um político norte-americano.